# Scolebythidae
Famille
Scolebythidae est une famille d'hyménoptères regroupant plusieurs genres constitués essentiellement d'espèces fossiles.

## Liste des genres
- †Boreobythus
- Clystopsenella
- †Eobythus
- †Libanobythus
- Pristapenesia
- Scolebythus
- †Uliobythus
- Ycaploca
- †Zapenesia